# Денисов, Алексей Михайлович (Герой Советского Союза)
Алексе́й Миха́йлович Дени́сов — (10 мая 1918 Ерпелево, Краснооктябрьский район, Нижегородская область — 27 января 2012 Таллин, Эстония) — советский офицер, участник Великой Отечественной войны, Герой Советского Союза. Полковник в отставке.

## Биография
Родился в селе Ерпелево, ныне Краснооктябрьский район Нижегородской области в семье крестьян. По окончании школы работал в колхозе. В 1938 году был призван в армию, служил в Дальневосточном военном округе.
В 1942 году окончил Рязанское военное пехотное училище. 
Воевал на Западном, Брянском, Центральном, 1-м Белорусском фронтах. 28 сентября 1943 года штурмовая группа автоматчиков под командованием гвардии капитана Денисова, переправившись через Днепр между деревней Глушец и озером Воскресенское, захватила плацдарм на острове посередине Днепра. Денисов в бою был ранен, но поле боя не покинул. Затем штурмовая группа, потерявшая при форсировании Днепра больше половины состава, под огнём противника переправилась через неширокую протоку на правый берег Днепра, где два дня вела бои, удерживая плацдарм несмотря на многочисленные контратаки. Таким образом, штурмовая группа обеспечила своему полку успешное форсирование реки.
Указом Президиума Верховного Совета СССР «О присвоении звания Героя Советского Союза генералам, офицерскому, сержантскому и рядовому составу Красной Армии» от 15 января 1944 года за «образцовое выполнение боевых заданий командования по форсированию реки Днепр и проявленные при этом мужество и героизм» удостоен звания Героя Советского Труда. 
По окончании войны окончил Военную Академию имени Фрунзе, служил в советской группе войск в Германии, командовал полком. В 1954 году был направлен на службу в Таллин. В 1955 году уволился в запас по состоянию здоровья. Работал в Таллине начальником отдела кадров на заводе «Ээсти Каабель», Госснабе, на заводе «Металлист». С 1978 года вышел на пенсию.
Скончался у себя дома 27 января 2012 года. Похоронен на Таллинском кладбище Пярнамяэ.